# Черни връх (област Бургас)
Вижте пояснителната страница за други значения на Черни връх.
Чèрни връх е село в Югоизточна България, община Камено, област Бургас.

## География
Село Черни връх се намира на около 12 km запад-югозападно от центъра на областния град Бургас, около 15 km юг-югоизточно от общинския център Камено и около 17 km североизточно от град Средец. Разположено е по западните склонове на възвишенията Върли бряг в Бургаската низина, северно от язовир Мандра (Мандренско езеро) и югозападно от Бургаското езеро. Надморската височина в центъра на селото при църквата е около 50 m, на изток нараства до около 70 – 80 m, а на юг – до около 80 – 100 m.
Общински пътища свързват село Черни връх: на югоизток с второкласния републикански път II-79 (Елхово – Средец – Бургас); на запад със село Полски извор и третокласния републикански път III-7907; на север с път III-7907 и по него на североизток – с квартал Горно Езерово на Бургас.
Землището на село Черни връх граничи със землищата на: град Бургас на север и изток; село Димчево на югоизток (като част от язовир Мандра); село Константиново на юг; село Тръстиково на югозапад; село Полски извор на запад.

## История
След Руско-турската война 1877 – 1878 г., по Берлинския договор 1878 г. селото остава в Източна Румелия; присъединено е към България след Съединението през 1885 г.
През 1934 г. селото с дотогавашно име Кара тепе е преименувано на Черни връх.
Начално училище в село Черни връх има от 1906 г. Обучението в него е от І до ІV клас, след което учениците се пренасочват в училището в село Тръстиково. Поради недостатъчен брой ученици, от 1 септември 2009 г. училището в Черни връх е закрито.

## Население
Населението на село Черни връх наброява 945 души при преброяването към 1934 г. и 1168 към 1956 г., намалява до 694 към 1985 г., а към 2020 г. наброява (по текущата демографска статистика за населението) 910 души.

### Етнически състав
Преброяване на населението през 2011 г.
Численост и дял на етническите групи според преброяването на населението през 2011 г.:
|                     | Численост |
| Общо                | 709       |
| Българи             | 685       |
| Турци               | -         |
| Цигани              | -         |
| Други               | 8         |
| Не се самоопределят | -         |
| Неотговорили        | 14        |

## Обществени институции
Село Черни връх към 2022 г. е център на кметство Черни връх.
В село Черни връх към 2022 г. има:
- действащо читалище „Просвета – 1928 г.“;[10][11]
- православна църква „Свети Симеон Стълпник“;[12]
- пощенска станция.[13]

## Редовни събития
Панаирът (съборът) в селото е през първата седмица на септември. Започва в петък вечерта и продължава до края на седмицата.

## Фотогалерия
- Паметникът на падналите през войните жители на селото
- Училището в село Черни връх
- Кметството на селото
- Църквата „Свети Симеон Стълпник“ в Черни връх
- Читалище „Просвета“